# Олешонка (приток Холовы)
Олешонка — река в России, протекает в Крестецком районе Новгородской области. Устье реки находится напротив деревни Амосово, в 25 км по правому берегу реки Холова. Длина реки составляет 20 км. На реке расположена деревня Олешня Устьволмского сельского поселения.

## Данные водного реестра
По данным государственного водного реестра России относится к Балтийскому бассейновому округу, водохозяйственный участок реки — Мста без р. Шлина от истока до Вышневолоцкого г/у, речной подбассейн реки — Волхов. Относится к речному бассейну реки Нева (включая бассейны рек Онежского и Ладожского озера).
Код объекта в государственном водном реестре — 01040200212102000021541.